# Светско првенство у атлетици у дворани 2018 — скок увис за мушкарце
Такмичење у скоку увис у мушкој конкуренцији на Светском првенству у атлетици у дворани 2018. одржано је 1. марта у Арени Бирмингем у Бирмингему (Уједињено Краљевство) са почетком у 18,45 часова.
И овога пута у скоку увис у мушкој конкуренцији, није било квалификација па су сви учесници су учествовати директно у финалу.
Титулу светског првака освојену на Светском првенству 2016. није бранио је Ђанмарко Тамбери из Италије.

## Земље учеснице
Учествовало је 11 атлетичара из 10 земаља.
1. Неутрални атлетичари 1
2. Бахаме (2)
3. Белорусија (1)
4. Бугарска (1)
5. Катар (1)
6. Кина (1)
7. Немачка (1)
8. Пољска (1)
9. САД (1)
10. Уједињено Краљевство (1)

## Освајачи медаља
| Освајачи медаља      |                  |                 |  |  |  |  |
|                      |                  |                 |  |  |  |  |
|                      |                  |                 |  |  |  |  |
|                      |                  |                 |  |  |  |  |
| Данил Лисенко        | Мутаз Еса Баршим | Матеус Пжибилко |  |  |  |  |
| Неутрални атлетичари | Катар            | Немачка         |  |  |  |  |

## Рекорди
Стање 28. фебруара 2018.
| Рекорди пре почетка Светског првенства 2018. | Рекорди пре почетка Светског првенства 2018. | Рекорди пре почетка Светског првенства 2018. | Рекорди пре почетка Светског првенства 2018. | Рекорди пре почетка Светског првенства 2018. |
| -------------------------------------------- | -------------------------------------------- | -------------------------------------------- | -------------------------------------------- | -------------------------------------------- |
| Светски рекорд                               | 2,43                                         | Хавијер Сотомајор, Куба                      | Будимпешта, Мађарска                         | 4. март 1989.                                |
| Рекорд светских првенстава у дворани         | 2,43                                         | Хавијер Сотомајор, Куба                      | Будимпешта, Мађарска                         | 4. март 1989.                                |
| Најбољи резултат сезоне у дворани            | 2,38                                         | Мутаз Еса Баршим, Катар                      | Техеран, Иран                                | 1. фебруар 2018.                             |
| Европски рекорд                              | 2,42                                         | Карло Тронхард Западна Немачка               | Берлин, Западна Немачка                      | 26. фебруар 1988                             |
| Европски рекорд                              | 2,42                                         | Иван Ухов Русија                             | Праг, Чешка Република                        | 25. фебруар 2014.                            |
| Северноамерички рекорд                       | 2,43                                         | Хавијер Сотомајор, Куба                      | Будимпешта, Мађарска                         | 4. март 1989.                                |
| Јужноамерички рекорд                         | 2,27                                         | Гилмар Мајо, Колумбија                       | Пиреј, Грчка                                 | 24. фебруар 1999.                            |
| Афрички рекорд                               | 2,32                                         | Ентони Идиата, Нигерија                      | Патра, Грчка                                 | 15. фебруар 2000.                            |
| Азијски рекорд                               | 2,41                                         | Мутаз Еса Баршим, Катар                      | Атлон, Ирска                                 | 18. фебруар 2015.                            |
| Океанијски рекорд                            | 2,33                                         | Тим Форсајт, Аустралија                      | Балинген, Немачка                            | 16. фебруар 1997.                            |

### Најбољи резултати у 2018. години
Десет најбољих атлетичара године скока увис за мушкарце у дворани пре такмичењу на првенстви (28. фебруара 2018), имали су следећи пласман.
| 1. | Мутаз Еса Баршим   | Катар                | 2,38 | 13. фебруар |
| 2. | Данил Лисенко      | Неутрални атлетичари | 2,36 | 27. јануар  |
| 3. | Иван Ухов          | Русија               | 2,35 | 31. јануар  |
| 4. | Треј Калвер        | Сједињене Државе     | 2,33 | 13. јануар  |
| 4. | Силвестер Беднарек | Пољска               | 2,33 | 30. јануар  |
| 4. | Вернон Тернер      | Сједињене Државе     | 2,33 | 10. фебруар |
| 7. | Ерик Кинард        | Сједињене Државе     | 2,31 | 3. фебруар  |
| 7. | Доналд Томас       | Бахами               | 2,31 | 6. фебруар  |
| 7. | Ју Ванг            | Кина                 | 2,31 | 6. фебруар  |
| 7. | Џамал Вилсон       | Бахами               | 2,31 | 9. фебруар  |
| 7. | Иља Ивањук         | Неутрални атлетичари | 2,31 | 13. фебруар |
| 7. | Максим Недосеков   | Белорусија           | 2,31 | 17. фебруар |

Такмичари чија су имена подебљана учествују на СП 2016.

## Квалификациона норма
| Дворана | Отворено |
| ------- | -------- |
| 2,33    |          |

## Сатница
| Датум         | Време | Ниво   |
| ------------- | ----- | ------ |
| 1. март 2018. | 19:45 | Финале |

## Резултати

### Финале
| Место | Атлетичарка        | Земља                | ЛР   | ЛРС  | 2,20 | 2,25 | 2,29 | 2,33 | 2,36 | 2,38 | Резултат | Белешка |
| ----- | ------------------ | -------------------- | ---- | ---- | ---- | ---- | ---- | ---- | ---- | ---- | -------- | ------- |
|       | Данил Лисенко      | Неутрални атлетичари | 2,37 | 2,37 | о    | о    | о    | о    | ххо  |      | 2,36     |         |
|       | Мутаз Еса Баршим   | Катар                | 2,41 | 2,38 | о    | о    | о    | о    | ххх  |      | 2,33     |         |
|       | Матеус Пжибилко    | Немачка              | 2,30 | 2,30 | хо   | ххо  | хо   | ххх  |      |      | 2,29     |         |
| 4.    | Ерик Кинард        | САД                  | 2,34 | 2,31 | о    | о    | ххо  | ххх  |      |      | 2,29     |         |
| 5.    | Силвестер Беднарек | Пољска               | 2,33 | 2,33 | хо   | о    | ххх  |      |      |      | 2,25     |         |
| 6.    | Максим Недосеков   | Белорусија           | 2,31 | 2,31 | о    | ххх  |      |      |      |      | 2,20     |         |
| 6     | Доналд Томас       | Бахаме               | 2,33 | 2,31 | о    | ххх  |      |      |      |      | 2,20     |         |
| 6.    | Ју Ванг            | Кина                 | 2,31 | 2,31 | о    | ххх  |      |      |      |      | 2,20     |         |
| 9.    | Тихомир Иванов     | Бугарска             | 2,28 | 2,28 | ххо  | ххх  |      |      |      |      | 2,20     |         |
| 9.    | Џамал Вилсон       | Бахаме               | 2,31 | 2,31 | ххо  | ххх  |      |      |      |      | 2,20     |         |
| 9.    | Роберт Грабарз     | Уједињено Краљевство | 2,34 | 2,30 | ххо  | ххх  |      |      |      |      | 2,20     |         |

Подебљани лични рекорди су и национални рекорди земље коју такмичарка представља